# Scarabea - Wieviel Erde braucht der Mensch?
Scarabea - wieviel Erde braucht der Mensch? (en alemany Scarabea: Cuanta terra necessita un home) és una pel·lícula de drama de l'Alemanya Occidental de 1969 dirigida per Hans-Jürgen Syberberg i protagonitzada per Walter Buschhoff, Nicoletta Machiavelli, Franz Friedrich Graf Treuberg i Karsten Peters. arra la història d'un turista alemany a Sardenya, que fa una excursió que es converteix en una experiència brutal. La pel·lícula va ser la primera pel·lícula de ficció de Syberberg i utilitza motius del relat "Quanta terra necessita un home?" de Lev Tolstoi. Va guanyar el Deutscher Filmpreis al millor actor (Buschhoff) i a la millor fotografia. També fou projectada com a part de la selecció oficial del Festival Internacional de Cinema de Sant Sebastià 1969.

## Sinopsi
G. W. Bach és un empresari alemany de vacances a Sardenya que fa una aposta amb dos residents que li sembla massa temptadora. Se li promet que tindra tanta terra com la que es pugui desplaçar en un dia. Bach creu que pot fer el negoci de la seva vida i comença a córrer. Vaga i vaga, sempre amb vista a una gran propietat. Una bella noia local, anomenada Scarabea, l'acompanya i la fotografia a la seva caminada. En aquesta gira, l'alemany té experiències fantàstiques i impressionants, a més de trobades depriments i visions estranyes.
Sorgeixen qüestions de la seva pròpia existència, la seva vida anterior. Cap al final del seu esforç físic, la seva ambició és cada cop menor, la cobdícia es redueix cap a un coneixement més profund. La bellesa en flor de Scarabea ha estat sempre l'encarnació del seu coneixement. I, tanmateix, Bach no és capaç d'aturar-se, simplement d'aturar-se. Mentre busca el seu benefici, els sards ja preparen la gran festa de la matança, que se celebrarà amb motiu de la derrota segura de l'alemany. Així, l'empresari guanya l'aposta però en tan bon punt va tornar al punt de partida, Bach cau mort. Quina quantitat de terra necessita una persona? Exactament el que cal cavar per fer un forat a terra per ficar-hi algú perquè descansi eternament.

## Repartiment
- Walter Buschhoff - G. W. Bach
- Nicoletta Machiavelli - Scarabea
- Franz Friedrich Graf Treuberg - Der Graf
- Karsten Peters - Regisseur
- Chris A. Holenia
- Rudolf Rhomberg
- Norma Jordan

## Producció
La pel·lícula es va rodar a Sardenya la primavera de 1968 i es va estrenar el 10 de gener de 1969. A causa de diverses "escenes repugnants" (com el sacrifici d'animals), la pel·lícula va ser classificada per a majors de 19 anys.
El Ministeri Federal de l'Interior a Bonn va aportar una subvenció de 300.000 marcs alemanys La italiana de 24 anys, Nicoletta Machiavelli, que havia aparegut prèviament a la pel·lícula de comèdia hippie Candy, va interpretar a Scarabea.
Hans-Jürgen Tögel va ser l'assistent de direcció de Syberberg i el director de producció fou Bodo Schwope. Per a Rudolf Rhomberg, aquesta producció va significar el seu últim paper cinematogràfic; va morir a principis de juny de 1968.